# Кенжебаев, Аманкан Батырбекович
Аманкан Батырбекович Кенжебаев (род. 24 августа 1967, село Дон-Алыш, Чуйская область) — депутат Жогорку Кенеша Кыргызской Республики VII созыва (с 2021 года). Председатель Комитета по аграрной политике, водным ресурсам, экологии и региональному развитию (с января 2022 года).

## Биография

### Детство
Родился 24 августа 1967 года в селе Дон-Алыш Сокулукского района Чуйской области Киргизской ССР.

### Образование
В 1987 году успешно завершил обучение во Фрунзенском совхозтехникуме, получив специальность «Зоотехник».
С 1987 по 1990 годы проходил службу в Военно-морском флоте СССР.
В 2005 году завершил обучение и получил диплом Кыргызского национального университета им. Ж. Баласагына по специальности «Экономист».

### Трудовая деятельность
Свою трудовую деятельность начал в 1990 году,когда занял должность фермерского учётчика в Колхозе имени Ленина. С 1991 по 1993 годы работал зоотехником при Министерстве сельского хозяйства Кыргызской Республики. С 1993 по 1996 годы трудился в должности заведующего главы сельско-хозяйственного кооператива «Шоро», далее заведующий складом Кыргызпотребсоюза. В 1997 году перешёл на работу снабженцем фирмы «Бек-Констракшн».
С 1999 по 2001 годы работал в «Свободной экономической зоне» города Бишкека: контролёр, старший контролёр, руководитель контроля дисциплинарного совета, руководитель отдела подсобного хозяйства, руководитель отдела строительства, позже начальник отдела строительства и механизации.
С 2001 по 2011 годы исполнял обязанности директора Общества с ограниченной ответственностью СЭЗ Бишкека.
Избирался депутатом Ала-Арчинского Местного Кенеша Аламудунского района Чуйской области, затем депутатом Военно-Антоновского Местного Кенеша Сокулукского района.
С 2011 по 2012 годы работал в должности заместителя гендиректора ОсОО «СЭЗ Бишкека».
С 24 декабря 2012 года по февраль 2017 года – аким Сокулукского района.
С 13 ноября 2020 года по 22 мая 2021 года - аким Сокулукского района.
В 2021 году работал акимом Кара-Кулжинского района Ошской области.
В ноябре 2021 года избран депутатом VII созыва Жогорку Кенеша Кыргызской Республики от Сокулукского избирательного округа №24. С января 2022 года вошёл в состав Комитета по аграрной политике, водным ресурсам, экологии и региональному развитию, стал председателем.

### Семья
Женат, отец четверых детей. 

### Награды
- Почётная грамота ПА ОДКБ (2023 год)[7]